# Weixin, Sichuan
Weixin (kinesiska: 维新镇, 维新) är en köping i Kina. Den ligger i provinsen Sichuan, i den sydvästra delen av landet, omkring 290 kilometer söder om provinshuvudstaden Chengdu. Antalet invånare är 19 776. Befolkningen består av 9 189 kvinnor och 10 587 män. Barn under 15 år utgör 26,0 %, vuxna 15-64 år 63 %, och äldre över 65 år 10,0 %.
Genomsnittlig årsnederbörd är 1 362 millimeter. Den regnigaste månaden är augusti, med i genomsnitt 270 mm nederbörd, och den torraste är december, med 21 mm nederbörd.